# Jack Buchanan
Jack Buchanan (* 2. April 1891 in Helensburgh, Schottland als Walter John Buchanan; † 20. Oktober 1957 in London, England) war ein britischer Schauspieler, Sänger und Theaterproduzent.

## Leben und Karriere
Der gebürtige Schotte Buchanan arbeitete zunächst als Büroangestellter, ehe er 1910 sein Bühnendebüt als Schauspieler gab und in den folgenden Jahren allmählich an Prominenz gewann. Spätestens in den frühen 1920er-Jahren war er in London zu einem Bühnenstar aufgestiegen.  Er trat vorrangig in Musikkomödien oder Revues auf, in denen er Gesangs- und Tanznummern hatte. Zu seinen Markenzeichen gehörte ein distinguiertes Auftreten mit Zylinder, Frack und Gehstock, oftmals verkörperte er charmante Schürzenjäger oder witzige Gentlemans. Neben zahlreichen Auftritten in London feierte er auch in New York am Broadway Erfolge. Dort wirkte er zwischen 1923 und 1949 an sieben Produktionen mit, darunter 1925 neben Gertrude Lawrence und Beatrice Lillie in Charlot Revue und 1948 als sechswöchige Urlaubsvertretung für Frank Fay in der Titelrolle des Komödienhits Mein Freund Harvey.
Buchanan war ebenfalls als Theaterregisseur und -produzent tätig, zeitweilig leitete er in London das populäre Garrick Theatre. Im Zweiten Weltkrieg beteiligte er sich an der Unterhaltung der britischen Truppen. Als Sänger veröffentlichte er einige Schallplatten. Er war ein Freund des Erfinders John Logie Baird, der wie Buchanan aus dem Ort Helensburgh kam. Buchanan unterstützte mehrfach dessen Pionierarbeit für das Medium Fernsehen und fungierte beispielsweise am 8. Februar 1928 als Moderator der ersten transatlantischen Fernsehübertragung durch Baird.
Im Jahr 1917 gab Buchanan sein Filmdebüt. Vor allem in den 1920er- und 1930er-Jahren kam er zu zahlreichen Hauptrollen beim Film, unter anderem unter Regie von Ernst Lubitsch in Monte Carlo (1930) und an der Seite von Maurice Chevalier (mit dem er öfters verglichen wurde) in René Clairs Gewagtes Spiel (1938). In den 1930er-Jahren wurde er in einer jährlichen Umfrage unter britischen Kinobetreibern dreimal unter die zehn größten britischen Kinostars gewählt. Buchanans heute vielleicht bekannteste Filmrolle ist die des exaltierten Bühnenregisseurs Jeffrey Cordova in Vincente Minnellis Musicalfilm-Klassiker Vorhang auf! (The Band Wagon, 1953) an der Seite von Fred Astaire. 1955 spielte Buchanan seine letzte Filmrolle als Hauptdarsteller der französisch-britischen Produktion Das Tagebuch des Mister Thompson unter Regie von Preston Sturges, für den diese eher erfolglose Komödie ebenfalls die letzte Filmarbeit wurde.
Buchanan starb im Oktober 1957 im Alter von 66 Jahren an einem Wirbelsäulentumor, er hinterließ seine Ehefrau Susan Bassett.

## Filmografie (Auswahl)
- 1917: Auld Lang Syne
- 1919: Her Heritage
- 1923: The Audacious Mr. Squire

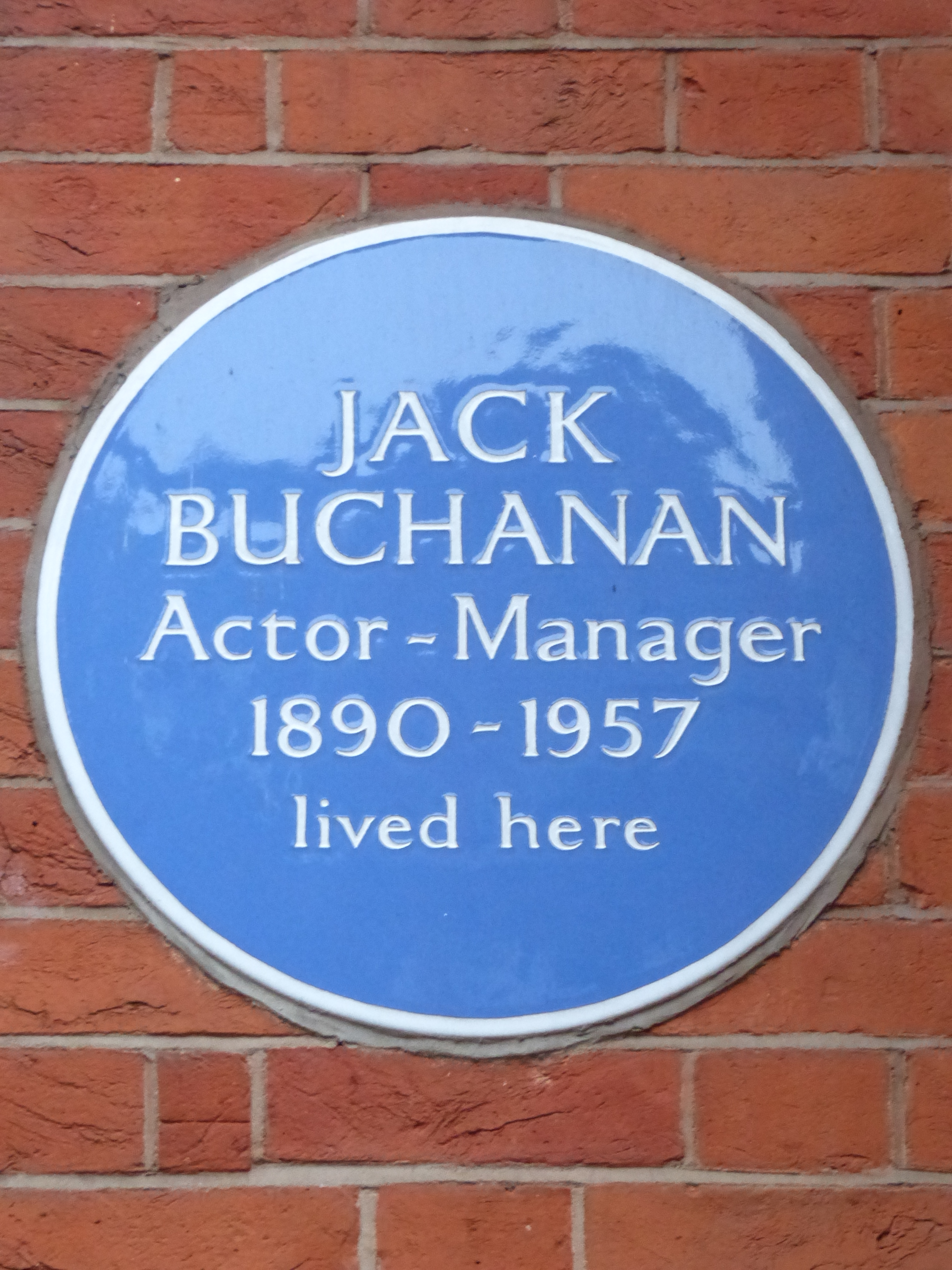
Erinnerungsplakette für Jack Buchanan an dessen einstigem Wohnhaus

- 1925: Bulldog Drummond’s Third Round
- 1928: Konfetti (Confetti)
- 1929: Paris
- 1930: Monte Carlo
- 1932: Good Night, Vienna
- 1935: Brewster’s Millions
- 1936: When Knights Were Bold
- 1937: Smash and Grab
- 1938: Gewagtes Spiel (Break the News)
- 1938: The Sky’s the Limit
- 1939: The Gang’s All Here
- 1940: Bulldog Sees It Through
- 1953: Vorhang auf! (The Band Wagon)
- 1955: Hahn im Korb (As Long as They’re Happy)
- 1955: Josephine und die Männer (Josephine and Men)
- 1955: Das Tagebuch des Mister Thompson (Les Carnets du Major Thompson)